# Tuvalština
Tuvalština je oceánský jazyk. Používá se společně s angličtinou jako úřední jazyk v Tuvalu (malý ostrovní stát tvořený z 9 ostrovů). Podobně jako ostatní polynéské jazyky, předpokládá se, že i tuvalština vznikla z prajazyka polynéských národů, kterému se říká „proto-polynéština“. Tuvalština je podobná hlavně fidžijštině a nauruštině. Na světě žije přibližně 13 000 mluvčích tohoto jazyka.

## Příklady

### Číslovky
| Tuvalsky | Česky |
| tasi     | jeden |
| lua      | dva   |
| tolu     | tři   |
| fa       | čtyři |
| lima     | pět   |
| ono      | šest  |
| fitu     | sedm  |
| valu     | osm   |
| iva      | devět |
| sefulu   | deset |

## Užitečné fráze
| Tuvalsky                      | Česky            |
| Tālofa!                       | Ahoj!            |
| Tōfā!                         | Na shledanou!    |
| Eā mai koe?                   | Jak se máš?      |
| Ko au e 'lei!                 | Jsem v pořádku!  |
| Ko ai tou igoa?               | Jak se jmenuješ? |
| Toku igoa ko ...              | Jmenuji se ...   |
| Sipi kana!                    | Úžasné!          |
| Ke manuia te aso!             | Měj hezký den!   |
| Fakamolemole, au kō'sē        | Promiň           |
| Fakafetai! / Fāfetai!         | Děkuji!          |
| Vau la                        | Pojď sem         |
| E fia te logi o te mea tēnei? | Kolik to je?     |

## Vzorový text

### Všeobecná deklarace lidských práv
| tuvalsky | E fā'nau mai a tino katoa i te saolotoga kae e 'pau telotou tūlaga fakaaloalogina mo telotou aiā. Ne tuku atu ki a lātou a te mafaufau mo te loto lagona, tēlā lā, e 'tau o gā'lue fakatasi lātou e pēlā me ne taina. |
| česky    | Všichni lidé se rodí svobodní a sobě rovní co do důstojnosti a práv. Jsou nadáni rozumem a svědomím a mají spolu jednat v duchu bratrství.                                                                            |